# 比利亚基兰德拉普埃夫拉
比利亚基兰德拉普埃夫拉，是西班牙卡斯蒂利亚-莱昂布尔戈斯省的一个市镇。总面积12平方公里，总人口65人（2001年），人口密度5人/平方公里。